# Rıdvan Bolatlı
Rıdvan Bolatlı (ur. 2 grudnia 1928 w Ankarze, zm. 31 marca 2022 tamże) – turecki piłkarz grający na pozycji obrońcy. W swojej karierze rozegrał 6 meczów w reprezentacji Turcji.

## Kariera klubowa
W swojej karierze piłkarskiej Bolatlı występował w dwóch klubach z Ankary: Ankara Karagücü oraz MKE Ankaragücü.

## Kariera reprezentacyjna
W reprezentacji Turcji Bolatlı zadebiutował 5 czerwca 1953 roku w zremisowanym 2:2 towarzyskim meczu z Jugosławią. W 1954 roku został powołany do kadry na mistrzostwa świata w Szwajcarii. Na tym turnieju rozegrał trzy mecze: z RFN (1:4), z Koreą Południową (7:0) i ponownie z RFN (2:7). Od 1953 do 1954 roku rozegrał w kadrze narodowej 6 meczów.
W 1952 roku Bolatlı wziął udział w letnich igrzyskach olimpijskich w Helsinkach.
| Mecze i gole w reprezentacji | Mecze i gole w reprezentacji | Mecze i gole w reprezentacji | Mecze i gole w reprezentacji | Mecze i gole w reprezentacji | Mecze i gole w reprezentacji | Mecze i gole w reprezentacji |
| #                            | Data                         | Stadion                      | Rywal                        | Wynik                        | Gol                          | Rozgrywki                    |
| 1953                         | 1953                         | 1953                         | 1953                         | 1953                         | 1953                         | 1953                         |
| ---------------------------- | ---------------------------- | ---------------------------- | ---------------------------- | ---------------------------- | ---------------------------- | ---------------------------- |
| 1.                           | 5 czerwca 1953               | Stambuł, Turcja              | Jugosławia                   | 2:2                          | 0                            | towarzyski                   |
| 1954                         |                              |                              |                              |                              |                              |                              |
| 2.                           | 14 marca 1954                | Stambuł, Turcja              | Hiszpania                    | 1:0                          | 0                            | el. MŚ 1954                  |
| 3.                           | 17 marca 1954                | Rzym, Włochy                 | Hiszpania                    | 2:2                          | 0                            | el. MŚ 1954                  |
| 4.                           | 17 czerwca 1954              | Berno, Szwajcaria            | RFN                          | 1:4                          | 0                            | MŚ 1954                      |
| 5.                           | 20 czerwca 1954              | Genewa, Szwajcaria           | Korea Południowa             | 7:0                          | 0                            | MŚ 1954                      |
| 6.                           | 23 czerwca 1954              | Zurych, Szwajcaria           | RFN                          | 2:7                          | 0                            | MŚ 1954                      |